# Rhynchanthera dichotoma
Rhynchanthera dichotoma är en tvåhjärtbladig växtart som först beskrevs av Louis Auguste Joseph Desrousseaux, och fick sitt nu gällande namn av Dc.. Rhynchanthera dichotoma ingår i släktet Rhynchanthera och familjen Melastomataceae. Inga underarter finns listade i Catalogue of Life.